# Шадури, Ростом Семёнович
Ростом Семёнович Шадури - советский хозяйственный, государственный и политический деятель.

## Биография
Родился в 1908 году в селе Казбеги. Член ВКП(б) с 1932 года.
С 1924 года - на хозяйственной, общественной и политической работе. В 1924-1954 гг. — ученик Школы фабрично-заводского ученичества имени С. А. Камо, слушатель рабочего факультета при Грузинском политехническом институте, уполномоченный газеты «Комсомольская правда» в ЗСФСР, учёный секретарь Тифлисского политехнического института, младший научный сотрудник Института физики, на преподавательской работе, директор Горийского учительского института, начальник Управления высших школ Народного комиссариата просвещения Грузинской ССР, в ЦК ВКП(б), начальник Управления по делам искусств при СНК Грузинской ССР, секретарь ЦК КП(б) Грузии по пропаганде и агитации, секретарь ЦК КП(б) Грузии.
Избирался депутатом Верховного Совета СССР 3-го созыва.